# Lichamelijke beperking
Een lichamelijke of motorische handicap of beperking aan een of meer lichaamsdelen belemmert de persoon met de beperking in handelingen en/of bewegingen. De beperking kan ontstaan doordat lichaamsdelen niet volgroeid zijn of beschadigd zijn (fysieke afwijkingen) of doordat lichamelijke functies verstoord zijn (functionele afwijkingen). 

## Fysieke afwijkingen van lichaamsdelen
Een handicap kan worden veroorzaakt door fysieke afwijkingen van lichaamsdelen. Voorbeelden hiervan zijn:
- congenitale aplasie (zie ook Softenon): het ontbreken van (delen van) ledematen
- congenitale dysplasie: afwijkend aangelegde ledematen.
- amputatie, het afzetten of verliezen van een lichaamsdeel (bijvoorbeeld bij een ongeval).
- sequellen van een ongeval (bijvoorbeeld slecht geheelde botbreuk)

## Functionele afwijkingen
Wanneer de ledematen intact zijn, maar door aantasting van de zenuwen of spieren het lichaam niet normaal functioneert, spreken we van functionele afwijkingen. Enkele voorbeelden hiervan zijn:
- dwarslaesie
- zenuwletsel (ten gevolge van een ongeval, operatie of aandoening (zie ook multiple sclerose))
- herseninfarct
- spieraandoeningen zoals bij de ziekte van Duchenne
- hersenbeschadiging (ten gevolge van een ongeluk of door zuurstofgebrek; Cerebrale Parese)
- zicht- en gehoorproblemen

## Hulpmiddelen
Meestal wordt er voor personen met een ernstige lichamelijke handicap in een hulpmiddel voorzien om gemakkelijker te kunnen functioneren in de maatschappij. Iemand met een ernstige motorische handicap ter hoogte van de benen maakt vaak gebruik van een rolstoel.
Mensen met een motorische handicap van de handen (uitvallen van de fijnmotoriek) of de armen kunnen dat compenseren met een manipulator of taakgespecialiseerde hulpmiddelen zoals een eetapparaat of bladomslagapparaat.
Een rolstoel, manipulator, computer, communicatiehulpmiddel en andere apparatuur in de woonomgeving kunnen bediend worden met behulp van opnemers of sensoren. Deze kunnen bijvoorbeeld hoofdbewegingen, oogbewegingen, geluiden (brommen of fluiten), spraak, beweging van het oor of zwakke vingerbewegingen meten en als stuursignaal gebruiken. Er wordt ook studie gedaan naar het gebruiken van hersengolven hiervoor.
Voorbeeld hiervan: een schakelaar, trackball, spraakcomputer een toetsenbordje, een joystick, elektrodes om EMG of EEG te meten of een microfoon.
Wanneer de hoeveelheid informatie te laag is, bijvoorbeeld bij een eenfunctieschakelaar (alleen aan of uit), kan via een langdurig proces gekozen worden voor een scanningsapparaat, waarbij via een bepaalde procedure uit de verschillende mogelijkheden (bijvoorbeeld de 26 letters of een groot aantal symbolen) na elkaar gekozen kan worden.